# Ziekenhuis Nij Smellinghe
Ziekenhuis Nij Smellinghe is een algemeen ziekenhuis, gevestigd in de Friese plaats Drachten. Het staat als streekziekenhuis ter beschikking aan de 120.000 inwoners van Zuidoost-Friesland. Er zijn 339 bedden en meer dan 1600 medewerkers. De instelling biedt behandeling en verpleging op het gebied van de meeste gebruikelijke medisch specialismen.

## Geschiedenis
Het ziekenhuis begon zijn activiteiten in 1945. Op initiatief van verschillende kerken in Drachten werd een herenhuis gekocht en ingericht als ziekeninrichting. Jaren later werd het ziekenhuis gevestigd in een oude meubelfabriek. De naam was 'Protestants Ziekenhuis Drachten'. In 1971 werd een nieuw gebouw geopend. De naam is toen veranderd in ‘Nij Smellinghe’, dat verwijst naar een voormalig klooster aan de Smalle Ee waar al eeuwen geleden aan ziekenzorg werd gedaan. Na 1971 zijn er meerdere uitbreidingen gerealiseerd.

## Expertise
Het Expertisecentrum voor lymfovasculaire geneeskunde (ECL) van het ziekenhuis werd in september 2015 – voorlopig voor een jaar – door het ministerie van Volksgezondheid, Welzijn en Sport erkend als centrum met kennis van een zeldzame aandoening.